# Grad Zelengrad
Grad Zelengrad  ali Stari grad oz.  Grdoselo  (hrvaško Kaštel Grdoselo ali Zelengrad, italijansko Castelverde di Gherdosella,  je bil srednjeveški grad nad vasjo Grdoselo in Grdoselskim potokom, ki se čez 1000 m izliva v rečico Butonigo, 8 km od Pazina na severu Istre, in je bil pozidan že sredi 11. stoletja. Grad in naselje Grdoselo so Benečani požgali in porušili v napadu leta 1615, nakar grad ni bil obnovljen. 

## Zgodovina
Ime Grdoselo in enako imenovani Stolp, je prvič omenjeno v dokumentu iz leta 1102. Istrski mejni grof Ulrik I. Weimarski je posesti v Istri nad tem območjem dobil z darovnico kralja Henrika IV. iz leta 1064. V darovnici iz leta 1102 je Ulrik II. mejni grof v Istrski marki grad in posest podaril Oglejskemu patriarhatu. 
Oglejski patriarhi so na tem področju postavljali svoje vikarje, ki so bili zadolženi za pobiranje dajatev ali oskrbnike iz vrst svojih ministerialov in vazalov, na gradove pa postavljale gradiščane.  Leta 1250 Oglejski patriarhat upravo prepustil svojemu vazalu Artalupusu de Gardosilla. Leta 1266 je prišlo do vojne med oglejskim patriarhom Gregorjem Montelonškim na eni strani in goriškim grofom Albertom II. in mesti Koper, Izola in Piran na drugi strani. Vojaki goriškega grofa so leta 1274 grajsko posest opustošili, grad pa poškodovali. Naslednje leto so zavzeli tudi sam grad. Leta 1278 se v dokumentu patriarha Bertolda Andeškega pojavi Henrik Grdoselski s svojim nečakom Bertoldom, ki sta bila vazala goriškega grofa Henrika II.. Sporna in najverjetneje ponarejena  Istrska pogodba (Razvod istrski), s katero Hrvati dokazujejo njihovo zgodovinsko izpričano naselitev v Istri, ki naj bi bila napisana leta 1325,  omenja vas in grad Grdoselo, ter župnijsko cerkev Sv. Jakoba. V vasi pod gradom so bile kar tri cerkve, poleg omenjene še cerkev Sv. Ane in cerkev Sv. Ivana. V začetku 14. stoletja so grad in gospostvo kupili grofje Ebersteini, ki so ga kmalu prodali Devinskim gospodom, nato pa leta 1399 pride v last gospodov Walsee, ki so ga leta 1431 prepustili svojemu vazalu Leonardu Wolfu. 
Leta 1465 so grad in gospostvo pridobili Habsburžani. Leta 1472 je bila posest priključena Pazinski grofiji, vendar se je obdržala ločena uprava. Propad gradu in naselja so povzročile uskoške vojne (1615 -1618) in vojna med Benečani in Habsburžani. Najverjetneje leta 1615 so Benečani območje napadli iz Motovuna in grad ter naselje Grdoselo požgali in popolnoma porušili, ker je bil na drugi strani meje na habsburški strani. Grad po omenjenem rušenju ni bil več obnovljen. Zdesetkano prebivalstvo se ni več opomoglo, v desetletjih, ki so sledila, je trpelo zaradi kuge in lakote. Konec 17. stoletja so naselje zapustili in premestili na varnejše mesto na Brdo, na višji nadmorski višini, kjer je še danes in leta 1680 zgradili novo cerkev Sv. Marije Zdravja, ki so jo po manj kot 100 letih porušili in na njenem mestu leta 1774 zgradili novo prav tako posvečeno Mariji. Gospostvo je bilo v 20. stoletju do druge svetovne vojne v lasti plemiške družine Šegar (Segher von Weissenhaus).